# Muhlenbergia ligulata
Muhlenbergia ligulata är en gräsart som först beskrevs av Eugène Pierre Nicolas Fournier, och fick sitt nu gällande namn av Frank Lamson Scribner och Elmer Drew Merrill. Muhlenbergia ligulata ingår i släktet muhlygräs, och familjen gräs. Inga underarter finns listade i Catalogue of Life.